# Lista de deputados estaduais do Espírito Santo da 17.ª legislatura
Esta é a lista de deputados estaduais do Espírito Santo para a legislatura 2011–2015. Estavam em jogo 30 cadeiras na Assembleia Legislativa do Espírito Santo.

## Composição das bancadas
| Partido | Líder                     | Bancada | Posição  |
| ------- | ------------------------- | ------- | -------- |
| DEM     | Rodney Miranda            | 5 / 30  | Oposição |
| PT      | Genivaldo Lievore         | 5 / 30  | Governo  |
| PR      | Vandinho Leite            | 4 / 30  | Governo  |
| PDT     | Luiz Durão                | 3 / 30  | Governo  |
| PMDB    | Sérgio Borges             | 3 / 30  | Governo  |
| PSB     | José Eustáquio de Freitas | 2 / 30  | Governo  |
| PV      | Gildevan Fernandes        | 2 / 30  | Governo  |
| PRP     | Henrique Vargas           | 2 / 30  | Governo  |
| PTB     | José Carlos Elias         | 1 / 30  | Oposição |
| PPS     | Luciano Rezende           | 1 / 30  | Oposição |
| PTdoB   | Wanildo Sarnaglia         | 1 / 30  | Governo  |
| PP      | Nilton Baiano             | 1 / 30  | Governo  |

## Deputados estaduais
| Número | Deputados estaduais eleitos | Partido | Votação | Percentual | Cidade onde nasceu      | Unidade federativa |
| 25025  | Rodney Miranda              | DEM     | 65.049  | 3,46%      | Brasília                | Distrito Federal   |
| 25100  | Theodorico Ferraço          | DEM     | 53.096  | 2,83%      | Cachoeiro de Itapemirim | Espírito Santo     |
| 22000  | Vandinho Leite              | PR      | 38.548  | 2,05%      | Aimorés                 | Minas Gerais       |
| 12600  | Josias da Vitória           | PDT     | 33.374  | 1,78%      | Colatina                | Espírito Santo     |
| 12500  | Marcelho Coelho             | PDT     | 31.083  | 1,66%      | Linhares                | Espírito Santo     |
| 14014  | José Carlos Elias           | PTB     | 29.089  | 1,68%      | Itapemirim              | Espírito Santo     |
| 15100  | Hércules Silveira           | PMDB    | 28.536  | 1,52%      | Cachoeiro de Itapemirim | Espírito Santo     |
| 40123  | Rodrigo Chamoun             | PSB     | 27.104  | 1,44%      | Brasília                | Distrito Federal   |
| 12345  | Luiz Durão                  | PDT     | 25.976  | 1,38%      | Linhares                | Espírito Santo     |
| 40100  | José Eustáquio de Freitas   | PSB     | 24.711  | 1,32%      | Conselheiro Pena        | Minas Gerais       |
| 43456  | Gildevan Fernandes          | PV      | 23.820  | 1,27%      | Pinheiros               | Espírito Santo     |
| 13130  | Genivaldo Lievore           | PT      | 23.801  | 1,27%      | Colatina                | Espírito Santo     |
| 15311  | Sérgio Borges               | PMDB    | 23.749  | 1,26%      | Vitória                 | Espírito Santo     |
| 15500  | Luzia Toledo                | PMDB    | 23.626  | 1,26%      | Mimoso do Sul           | Espírito Santo     |
| 22300  | Gilsinho Lopes              | PR      | 23.241  | 1,24%      | Vitória                 | Espírito Santo     |
| 22345  | Glauber Coelho              | PR      | 23.040  | 1,23%      | Cachoeiro de Itapemirim | Espírito Santo     |
| 13456  | Cláudio Vereza              | PT      | 22.353  | 1,19%      | Aimorés                 | Minas Gerais       |
| 13013  | Professor Roberto Carlos    | PT      | 22.143  | 1,18%      | Vitória                 | Espírito Santo     |
| 13120  | Lúcia Dornellas             | PT      | 21.873  | 1,16%      | Afonso Cláudio          | Espírito Santo     |
| 23123  | Luciano Rezende             | PPS     | 21.146  | 1,13%      | Cachoeiro de Itapemirim | Espírito Santo     |
| 13123  | Marcelo Coutinho            | PT      | 20.417  | 1,09%      | Cariacica               | Espírito Santo     |
| 25800  | Ataydes Antônio Armani      | DEM     | 20.044  | 1,07%      | Linhares                | Espírito Santo     |
| 25222  | Luciano Pereira             | DEM     | 19.085  | 1,02%      | Barra de São Francisco  | Espírito Santo     |
| 22444  | José Esmeraldo de Freitas   | PR      | 18.841  | 1,00%      | Cariacica               | Espírito Santo     |
| 25000  | Elcio Alvares               | DEM     | 17.878  | 0,95%      | Ubá                     | Minas Gerais       |
| 43123  | Sandro Locutor              | PV      | 17.548  | 0,93%      | Vitória                 | Espírito Santo     |
| 70123  | Wanildo Sarnaglia           | PTdoB   | 17.418  | 0,93%      | Itaguaçu                | Espírito Santo     |
| 11111  | Nilton Baiano               | PP      | 17.062  | 0,91%      | Itabuna                 | Bahia              |
| 44789  | Henrique Vargas             | PRP     | 13.502  | 0,72%      | São Gabriel da Palha    | Espírito Santo     |
| 44569  | Dary Pagung                 | PRP     | 13.282  | 0,71%      | Baixo Guandu            | Espírito Santo     |